# Nati nel 1932/Senza giorno specificato
| Questa pagina contiene informazioni ricavate automaticamente dalle voci biografiche con l'ausilio del template Bio e di un bot. L'aggiornamento è periodico e automatico e ricostruisce completamente la pagina. Se manca una persona in questa lista, sei pregato di non aggiungerla, ma accertati piuttosto che la sua voce biografica contenga il template Bio e che i dati anagrafici siano correttamente compilati. Se il template Bio manca, inseriscilo tu stesso o, in alternativa, metti l'avviso {{tmp\|Bio}} che ne segnala la mancanza. Se i dati riportati sono sbagliati, correggi direttamente la voce biografica; le modifiche saranno visibili in questa lista entro pochi giorni. Per chiarimenti vedi il progetto biografie. La lista contiene solo le 65 persone che sono citate nell'enciclopedia e per le quali è stato implementato correttamente il template Bio. Pagina aggiornata al 26 lug 2025. |

- Ahmed Dini Ahmed, politico gibutiano († 2004)
- Nino Aimone, artista italiano († 2020)
- Ali Aslan, generale siriano
- Kasem Baikam, ex calciatore thailandese
- Mario Basari, fumettista italiano
- Sergio Benvenuti, scultore, scenografo e medaglista italiano († 2015)
- Antonio Buonomo, compositore e percussionista italiano
- Jeff Cameron, attore italiano († 1985)
- Giuliana Caporali, pittrice italiana
- Alex Carozzo, navigatore, velista e scrittore italiano
- Jean Carper, giornalista e saggista statunitense
- Vasco Cecchini, astronomo italiano († 2023)
- Choe Tae-gon, cestista e allenatore di pallacanestro sudcoreano († 2018)
- Adolfo Covi, pilota motociclistico italiano († 1959)
- Donald Crowhurst, imprenditore e navigatore inglese († 1969)
- Domenico De Bonis, magistrato e personaggio televisivo italiano († 2021)
- Giorgio De Simone, scrittore italiano († 2024)
- Raniero Di Giovanbattista, regista e sceneggiatore italiano († 2017)
- David Douglass, fisico statunitense
- Gien Fronczek, cestista e allenatrice di pallacanestro olandese († 2017)
- Laura Gianoli, doppiatrice, attrice e regista teatrale italiana († 1998)
- Gino Guida, pittore e incisore italiano († 2017)
- Tobias Hainyeko, rivoluzionario namibiano († 1967)
- Jean Henriet, schermidore belga († 2000)
- Charles M. Hudson, antropologo statunitense († 2013)
- Jo Byeong-hyeon, ex cestista sudcoreano
- Kim Chun-bae, ex cestista sudcoreano
- Luigi Lambertini, giornalista italiano
- Laura Laurencich Minelli, archeologa, scrittrice e antropologa italiana († 2018)
- Börge Lindau, designer svedese († 1999)
- Liu Hulan, attivista cinese († 1947)
- Washington Manghini, calciatore uruguaiano
- Paolo Mangini, editore italiano († 2007)
- Panagiōtīs Manias, cestista e giocatore di bridge greco († 2020)
- Salvatore Massimino, imprenditore e dirigente sportivo italiano († 2005)
- Mario Miegge, filosofo italiano († 2014)
- Juan López Moctezuma, regista messicano († 1995)
- Serafino Murru, cantante italiano († 1994)
- Yehuda D. Nevo, archeologo israeliano († 1992)
- Noël Milarew Odingar, politico ciadiano († 2007)
- Pak Ui-chun, politico e diplomatico nordcoreano
- Kōstas Papadīmas, cestista greco († 2021)
- Enrico Polito, musicista, cantante e arrangiatore italiano († 1998)
- Nando Prato, cantante italiano
- Luciano Ratto, alpinista italiano († 2023)
- Genčo Raškov, ex cestista bulgaro
- Mordechai Rotenberg, psicologo e sociologo israeliano
- Surakit Rukpanich, ex cestista thailandese
- Aroldo Ruschioni, giocatore di snooker, schermidore e tennistavolista italiano
- Edward Said Tingatinga, pittore tanzaniano († 1972)
- Peter Salway, storico inglese
- Giorgio Santiano, pianista e compositore italiano († 1993)
- Elias Shoufani, storico e attivista palestinese († 2013)
- Chalaw Sonthong, ex cestista thailandese
- Martin J. S. Rudwick, geologo e storico britannico
- Artur Stolz, cestista tedesco († 2018)
- Chan Sy, politico cambogiano († 1984)
- Akihiko Tago, astronomo giapponese
- Clifford Possum Tjapaltjarri, artista australiano († 2002)
- Stauros Tornes, attore, regista e sceneggiatore greco († 1988)
- Laura Trossarelli, scrittrice italiana († 2014)
- Ahmed Sadeq Younis, ex cestista egiziano
- Mishari bin Abd al-Aziz Al Saud, principe, imprenditore e aviatore saudita († 2000)
- Rashid III bin Ahmad Al Mu'alla, emiro († 2009)
- Badr bin Abd al-Aziz Al Sa'ud, principe, politico e militare saudita († 2013)